# آلکساندرا کله‌ینوسکا
آلکساندرا کله‌ینوسکا (لهستانی: Aleksandra Klejnowska؛ زادهٔ ۱۷ دسامبر ۱۹۸۲) وزنه‌بردار زن اهل لهستان است.
وی در مسابقات کشوری و بین‌المللی در مجموع برندهٔ ۵ مدال طلا، ۲ مدال نقره، ۳ مدال برنز شده‌است.